# Hau (Windeck)
Hau ist ein Ortsteil der Gemeinde Windeck im Rhein-Sieg-Kreis.

## Lage
Hau liegt auf den Hängen des Bergischen Landes. Der Ort ist über die Landesstraße 333 erreichbar. Nachbarorte sind Vierbuchen im Nordosten, Perseifen im Südosten und Helzen im Westen. Bei Hau entspringt der Rosbach.

## Geschichte
Das Dorf gehörte zum Kirchspiel Rosbach und zeitweise zur Bürgermeisterei Dattenfeld.
1830 war Hau ein Hof.
1845 hatte der Weiler 13 evangelische Einwohner in drei Häusern. 1863 waren es elf Personen. 1888 gab es 23 Bewohner in fünf Häusern.
1962 wohnten hier 29 und 1976 51 Personen.